# Hot in Herre
"Hot in Herre" là một bài hát của rapper người Mỹ Nelly nằm trong album phòng thu thứ hai của anh, Nellyville (2002). Nó được phát hành vào ngày 16 tháng 4 năm 2002 như là đĩa đơn thứ hai trích từ album bởi Universal Records và Fo' Reel Records. Bài hát còn có sự tham gia góp giọng nhưng không được đề cập của ca sĩ người Mỹ Dani Stevenson. "Hot in Herre" được viết lời bởi Nelly với Pharrell Williams, Chad Hugo và Charles L. Brown thuộc đội sản xuất The Neptunes, những người cũng đồng thời sản xuất bài hát. Ngoài ra, nó còn sử dụng đoạn nhạc mẫu từ nhiều bài hát như "Bustin' Loose" của Chuck Brown, "There's a World" của Neil Young và bản hát lại "As Tears Go By" của Nancy Sinatra. Đây là một bản Hip hop với nội dung đề cập đến việc vui vẻ trên sàn nhảy, cũng như mô tả bầu không khí vô cùng cuồng nhiệt và nóng bỏng tại đây.
Sau khi phát hành, "Hot in Herre" nhận được những phản ứng đa phần tích cực từ các nhà phê bình âm nhạc, trong đó họ đánh giá cao giai điệu bắt tai cũng như quá trình sản xuất của nó. Bài hát còn gặt hái nhiều giải thưởng và đề cử tại những lễ trao giải quan trọng, bao gồm chiến thắng giải Grammy cho Trình diễn solo Rap nam xuất sắc nhất tại lễ trao giải thường niên lần thứ 45 và đề cử giải Âm nhạc châu Âu của MTV năm 2002 lẫn giải thưởng âm nhạc Billboard năm 2003 cho Bài hát xuất sắc nhất. "Hot in Herre" cũng tiếp nhận những thành công vượt trội về mặt thương mại, đứng đầu bảng xếp hạng ở Canada và lọt vào top 10 ở hầu hết những quốc gia nó xuất hiện, bao gồm vươn đến top 5 ở nhiều thị trường lớn như Úc, Đan Mạch, Hà Lan, New Zealand, Na Uy và Vương quốc Anh. Tại Hoa Kỳ, "Hot in Herre" đạt vị trí số một trên bảng xếp hạng Billboard Hot 100 trong bảy tuần liên tiếp, trở thành đĩa đơn quán quân đầu tiên của Nelly tại đây, và chỉ bị thay thế bởi đĩa đơn tiếp theo của anh "Dilemma" (hợp tác với Kelly Rowland).
Hai video ca nhạc khác nhau đã được phát hành cho "Hot in Herre". Video đầu tiên được đạo diễn bởi Bille Woodruff, trong đó bao gồm những cảnh Nelly vui vẻ với mọi người trong một câu lạc bộ, với sự tham gia diễn xuất từ Cedric the Entertainer, Carmelo Anthony, T. J. Duckett và Julius Peppers. Nó đã nhận được nhiều lượt yêu cầu phát sóng trên nhiều kênh truyền hình âm nhạc như MTV, VH1 và BET, cũng như nhận được một đề cử tại giải Video âm nhạc của MTV năm 2003 cho Video Hip-Hop xuất sắc nhất. Phiên bản video thứ hai cho bài hát do Little X làm đạo diễn và được ghi hình tại St. Louis Arch với cùng nội dung về việc vui vẻ trên sàn nhảy. Để quảng bá cho "Hot in Herre", Nelly đã trình diễn nó trên nhiều chương trình truyền hình và lễ trao giải lớn, bao gồm Late Show with David Letterman, Saturday Night Live, Top Of The Pops và giải Grammy lần thứ 45. Kể từ khi phát hành, bài hát đã được hát lại, nhại lại và sử dụng làm nhạc mẫu bởi nhiều nghệ sĩ khác nhau, như "Weird Al" Yankovic, Kanye West, André 3000, The Lonely Island và dàn diễn viên của Glee.

## Danh sách bài hát
Đĩa CD tại châu Âu
1. "Hot in Herre" (radio chỉnh sửa) — 3:58
2. "Hot in Herre" (X-Ecutioners phối lại) — 3:58
3. "Not in My House" — 2:58
4. "Hot in Herre" (Corporate phối lại) — 3:36

Đĩa CD tại Anh quốc
1. "Hot in Herre" (radio chỉnh sửa) — 3:58
2. "Hot in Herre" (X-Ecutioners phối lại) — 3:58
3. "Not in My House" — 2:58

Đĩa CD tại Hoa Kỳ
1. "Hot in Herre" (radio chỉnh sửa) — 3:58
2. "Hot in Herre" (bản album đã kiểm duyệt) — 3:50

## Xếp hạng
| Bảng xếp hạng (2002-03)                  | Vị trí cao nhất |
| ---------------------------------------- | --------------- |
| Úc (ARIA)                                | 3               |
| Áo (Ö3 Austria Top 40)                   | 16              |
| Bỉ (Ultratop 50 Flanders)                | 7               |
| Bỉ (Ultratop 50 Wallonia)                | 13              |
| Canada (Canadian Singles Chart)          | 1               |
| Đan Mạch (Tracklisten)                   | 2               |
| Châu Âu (European Hot 100 Singles)       | 8               |
| Pháp (SNEP)                              | 23              |
| Đức (Official German Charts)             | 8               |
| Ireland (IRMA)                           | 10              |
| Ý (FIMI)                                 | 32              |
| Hà Lan (Dutch Top 40)                    | 4               |
| Hà Lan (Single Top 100)                  | 4               |
| New Zealand (Recorded Music NZ)          | 3               |
| Na Uy (VG-lista)                         | 5               |
| Thụy Điển (Sverigetopplistan)            | 6               |
| Thụy Sĩ (Schweizer Hitparade)            | 10              |
| Anh Quốc (OCC)                           | 4               |
| Hoa Kỳ Billboard Hot 100                 | 1               |
| Hoa Kỳ Pop Airplay (Billboard)           | 1               |
| Hoa Kỳ Hot R&B/Hip-Hop Songs (Billboard) | 1               |
| Hoa Kỳ Hot Rap Songs (Billboard)         | 1               |

| Bảng xếp hạng (2002)                 | Vị trí |
| ------------------------------------ | ------ |
| Australia (ARIA)                     | 16     |
| Belgium (Ultratop 50 Flanders)       | 30     |
| Belgium (Ultratop 40 Wallonia)       | 64     |
| Denmark (Tracklisten)                | 39     |
| Europe (European Hot 100 Singles)    | 38     |
| Germany (Official German Charts)     | 39     |
| Netherlands (Dutch Top 40)           | 14     |
| Netherlands (Single Top 100)         | 20     |
| New Zealand (Recorded Music NZ)      | 22     |
| Sweden (Sverigetopplistan)           | 35     |
| Switzerland (Schweizer Hitparade)    | 48     |
| UK Singles (Official Charts Company) | 27     |
| US Billboard Hot 100                 | 3      |
| US Hot R&B/Hip-Hop Songs (Billboard) | 4      |
| US Rap Songs (Billboard)             | 1      |

| Bảng xếp hạng (2000-09)              | Vị trí |
| ------------------------------------ | ------ |
| US Billboard Hot 100                 | 32     |
| US Hot R&B/Hip-Hop Songs (Billboard) | 51     |

## Chứng nhận
| Quốc gia                                                                           | Chứng nhận  | Số đơn vị/doanh số chứng nhận |
| ---------------------------------------------------------------------------------- | ----------- | ----------------------------- |
| Úc (ARIA)                                                                          | Bạch kim    | 70.000^                       |
| Đức (BVMI)                                                                         | Vàng        | 250.000‡                      |
| New Zealand (RMNZ)                                                                 | Bạch kim    | 10.000*                       |
| Anh Quốc (BPI)                                                                     | Vàng        | 400.000^                      |
| Hoa Kỳ (RIAA)                                                                      | 2× Bạch kim | 2.000.000‡                    |
| * Chứng nhận dựa theo doanh số tiêu thụ. ^ Chứng nhận dựa theo doanh số nhập hàng. |             |                               |